# 929
929 (CMXXIX) je bilo navadno leto, ki se je po julijanskem koledarju začelo na četrtek.

## Dogodki
- Abd Al Rahman III. ustanovi Kordovski kalifat, ki se je obdržal do leta 1031

## Rojstva
- Roman I. Bolgarski († 997)

## Smrti
- 7. oktober - Karel III. Preprosti, kralj Zahodnofrankovskega kraljestva (* 879)
- Albatani, arabski astronom, matematik (* 850)